# Luís Fernando da Prússia (1944–1977)
Luís Fernando Oscar Cristiano Príncipe da Prússia (25 de agosto de 1944 – 11 de julho de 1977) (em alemão:  Louis Ferdinand Oskar Christian Prinz von Preußen), também chamado Luís Fernando II ou Luís Fernando Jr., apelidado  "Lulu", foi o quinto dos sete filhos do príncipe Luís Fernando da Prússia e sua esposa Kira Kyrillovna da Rússia e um membro da Casa de Hohenzollern.
Em 1967, foi voluntário do Exército da República Federal Alemã (Bundeswehr) com o objetivo de se tornar um oficial da reserva. Em 1972, ele começou um estágio em um banco e continuou a servir seus deveres militares em uma base regular.
Em 24 de maio de 1975, casou-se com a condessa Donata Emma de Castell-Rüdenhausen. Eles tiveram dois filhos:
- Jorge Frederico da Prússia;
- Cornelie-Cécile Viktoria Luise da Prússia.

Em 1977, ele foi envolvido em um grave acidente durante manobras militares quando esteve preso entre dois veículos. Embora sua perna fosse amputada, ele sucumbiu várias semanas depois do trauma e faleceu em 11 de julho de 1977 em Bremen.